# Mikaël Roche
Mikaël Roche est un footballeur international tahitien, né le 24 décembre 1982 à Papeete. Il évolue au poste de gardien de but.
Il joue actuellement à l'AS Tefana, club de première division de Polynésie française. Il remporte avec la sélection tahitienne la Coupe d'Océanie en 2012.

## Carrière

### Clubs
- 2009-2010 : AS Dragon (1re Division de Tahiti)
- 2006-2009 : AS JT (1re Division de Tahiti)
- 2005-2006 : U.S. Endoume (C.F.A)
- 2002-2005 : R.O.S. Menton (CFA 2)
- 2000-2001 : A.S. Monaco (réserve)
- 1999-2000 : A.S. JT (1re Division de Tahiti)

### Équipe Nationale de Tahiti
- 2008-2009 : Sélectionné en équipe de Tahiti de football en vue des Jeux du Pacifique Sud à Samoa - Présélectionné en équipe nationale de Tahiti de beachsoccer en vue des éliminatoires de la Coupe du monde
- 2006-2007 : Participation aux éliminatoires de la Coupe du monde de Beachsoccer (Auckland, NZ)
- 2005-2006 : Participation aux éliminatoires de la Coupe du monde de Beachsoccer (Temae, Moorea) en qualité d’entraîneur-joueur de l’équipe nationale de Tahiti
- 2000-2001 : Tournoi éliminatoire, zone Océanie, de la Coupe du monde des moins de 20 ans à Nouméa (Nouvelle-Calédonie) avec l’équipe nationale de Tahiti
- 1998-1999 : Oceania Football Confederation U17 Play-Off’s  (éliminatoires de la coupe du monde zone Océanie) à Nandi (Fidji) avec la sélection de Tahiti moins de 17 ans
- Oceania Football Confederation Goalkeepers’ course à Auckland (Nouvelle-Zélande), élu meilleur gardien U17 d'Océanie - U16 International Soccer Tournament: Élu meilleur gardien du tournoi au sein de la sélection de Tahiti moins de 16 ans opposée aux sélections d’Afrique du Sud, de Corée du Sud, des USA, de la Nouvelle-Zélande et des Iles Salomon

### Université
- 2004-2005 : Finaliste du championnat de France Universitaire avec l’UFR STAPS de Nice